# 弗拉西夫卡 (克拉斯諾頓區)
弗拉西夫卡（烏克蘭語：Власівка）是位於烏克蘭東部的村莊，由盧甘斯克州多夫然斯克區的索羅基內市鎮負責管轄。該村始建於1951年，面積5.79平方公里，海拔高度47米，2001年人口1,833，人口密度每平方公里316.4人。
48°16′6″N 39°52′53″E / 48.26833°N 39.88139°E